# Crazy shampoo
Crazy★shampoo – japoński zespół visual kei o ciężkich brzmieniach, założony w maju 2010 roku. W skład wchodzą Yoshiatsu, Sion, Tatsuki, Daisuke i Akira.

## Życiorys
2010
Zespół Crazy shampoo został założony w maju przez Yoshiatsu, Siona i Tatsukiego. 28 czerwca zagrali swój pierwszy koncert. W kwietniu dołączył nowy perkusista – Hiroki. W grudniu zagrali swoją pierwszą piosenkę Umbrella, którą sprzedano w ilości 100 egzemplarzy o wartości produkcji.
2011
W lutym do zespołu dołączył Daisuke, jako gitarzysta. 18 czerwca, po roku działalności, zagrali „BEST★Scream” w Ikebukuro Black Hole; bilety zostały wyprzedane całkowicie. 10 Kwietnia wydali swój pierwszy mini-album 1★Scream. 3 września zagrali swój pierwszy solowy koncert PrimaL★Scream w SHIBUYA BOXX.
2012
2 marca odbyła się konferencja prasowa w Ikebukuro Black Hole. 7 marca ukazał się ich pierwszy singiel The place in which I am now. 9 maja wydali swój drugi singiel LOVE SONG. 15 czerwca zagrali solowy koncert 1st Anniversary w Shibuya O-WEST. Letni udział w Stylish Wave Circuit '12. 4 września Hiroki opuścił zespół po koncercie w Ikebukuro CYBER. 26 września dołączył Akira (nowy perkusista) przed koncertem w Meguro Rokumeikan. 23 listopada odbył się koncert w Shinsaibashi FAN, 25-go w Nagoya MUSIC FARM, a 9 grudnia w Shibuya Glad.
2013
6 lutego zespół wydał swój trzeci singiel Chōchō. 16 czerwca odbędzie się 2nd Anniversary in Shibuya WWW one man live.

## Członkowie
- Yoshiatsu (jap. よしあつ; ur. 20 maja) – wokal

ex: since1889, putchi biju
- Sion (jap. しおん; ur. 5 października) – gitara

ex: putchi biju
- Tatsuki (jap. たつき; ur. 22 sierpnia) – gitara basowa
- Daisuke (jap. 大介; ur. 6 kwietnia) – gitara
- Akira (jap. あきら; ur. 16 sierpnia) – perkusja

ex: DispeL (pod imieniem: Kouki); dołączył 26 września

## Dyskografia
Minialbumy
- 1★Scream (10 sierpnia 2011)

Single
- The place in which I am now. (7 marca 2012)
- LOVE SONG (9 maja 2012)
- Chōchō (jap. 蝶々) (6 lutego 2013)
- The Answer (8 maja 2013)
- GAME (25 września 2013)